# レンズ付きフィルム

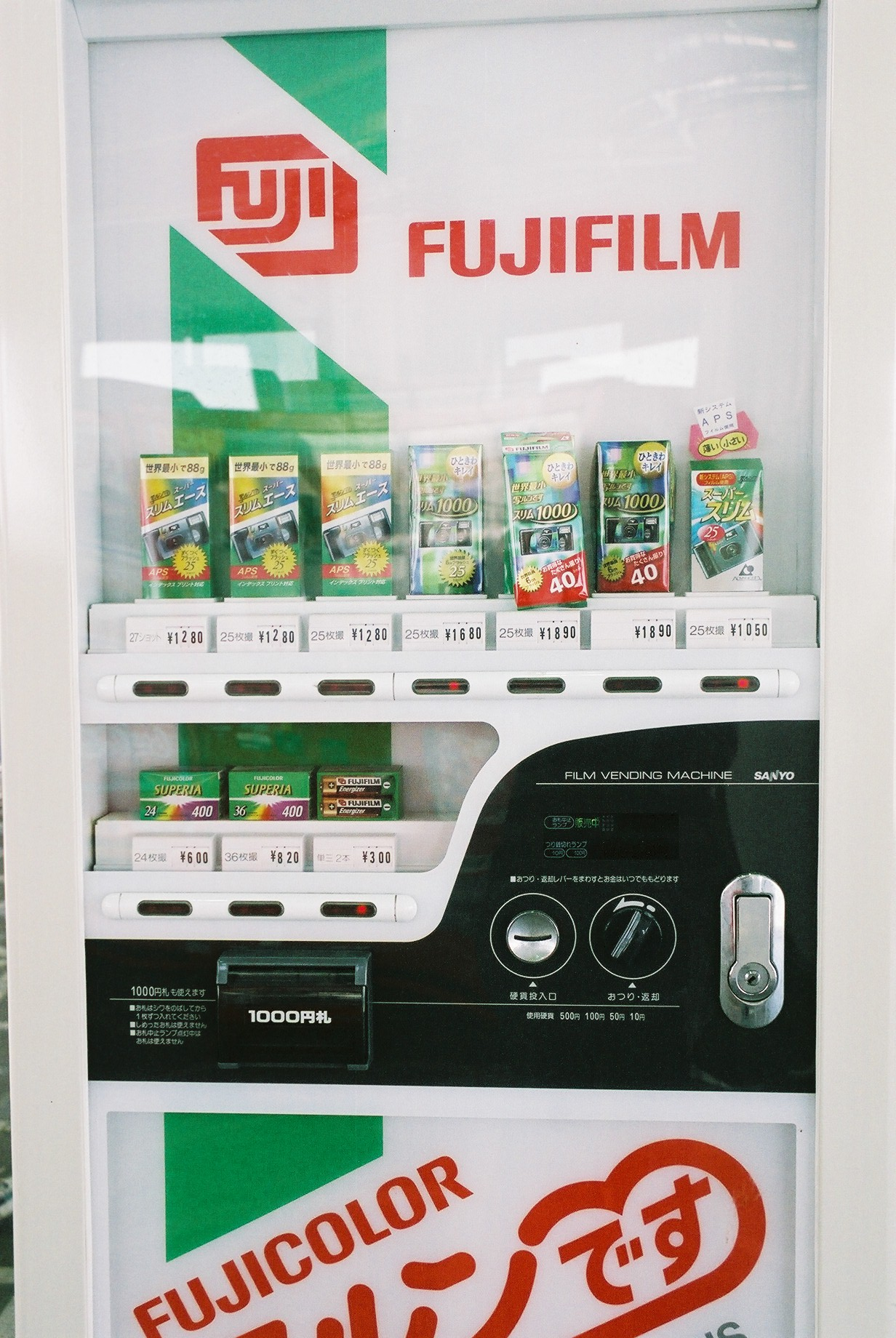
自動販売機

レンズ付きフィルム（レンズつきフィルム）とは、フィルムを工場で最初から装填した状態で販売され、撮影後は筐体ごと現像工場もしくはラボ店で回収されることを前提とした構造の、軽便なカメラである。1980年代に出現し、一時は広く普及した。一般的に使い捨てカメラと呼ばれることもあるが、メーカーなどの写真業界ではそのような呼称はしていない（後述「レンズ付きフィルムの出現」を参照）。

## 構造
筐体・内部構造共々大部分がプラスチックで製作されている。カメラとしては、ごく簡易な固定焦点式がほとんどで、シャッタースピードも固定されている。露出調整は機械的な調整によらず、ネガフィルムそのものの広いラティチュードに頼り、絞りもあらかじめ絞られて（F11 - 16程度）固定焦点によりピント調節を省略している。このため、ユーザーは最小限のカメラ操作で簡単に写真を撮影することができる。
フィルムは一般的な市販品でも高感度寄りのISO400規格のものが多く用いられる。ISO400以上の高感度フィルムは、かつてポピュラーだったISO100クラスのフィルムに比べてシャッタースピードを速くできる優位があるが、反面、フィルム粒子の関係で画質が粗い傾向があった。しかし1980年代には技術・品質の向上により、画質のザラツキ感がさほど感じられないようになった。これにより、焦点固定・シャッター速度固定のカメラでも、手ぶれや露光不足などの問題を伴わずに満足しうる質の写真を撮影できるようになった。
また、同じ頃にプラスチックレンズの品質が向上し、なおかつ低コストで量産できるようになった。高価なガラスレンズを用いることなく、射出成型技術で生産できるプラスチックレンズで機能を満たせるようになったことは重要なブレークスルーである。さらに像面湾曲によるアウトフォーカスボケ軽減のため、ミノックスなどで知られる手法であるが、フィルム面を意図的に湾曲させる技法も導入されるようになった。
内蔵されたフィルムは、工場での装填時にパトローネから全部引き出された状態でスプロケットに巻かれており、パトローネ中に巻き戻しながら使う方式である。このため、ユーザーによるフィルムの動作方向は巻き上げ一方向のみとなり、撮影済み分のパトローネ収納と相まって簡易化・フィルム保護を同時に実現している。
フィルムの巻き上げは撮影1枚ごとに指の腹でダイヤルを回転させる手動式で、使い切り式であるためフィルムの自在な巻き戻しや交換はできず、裏蓋もない。ただし、紙製の外装の下にはフィルムや電池の取出し口が存在する。
1群1枚のレンズであるが、非球面メニスカスレンズにすることで収差を抑えている。2群2枚としたものもある。
切替でピント・絞り・シャッター速度などを変更できる（だいたいこれらのどれかで、2種類のうちどちらかを選ぶ）製品も登場しているほか、フォトレジスタ式の光センサーを搭載して絞りを自動で行うものも登場している。
初期の製品は、フィルムの遮光に一般のカメラ同様モルトを使用していたが、1980年代後半よりモルトは不要になった。従来は高級なカメラでしか見られなかったような、壁が互い違いに高精度で重なる構造による遮光が、プラスチック部品の射出成型技術などの向上により安価にできるようになったためである。なおこの技術はコンパクトカメラでも大いに活用された。

## 概要

### 大衆とカメラ
1950年代以降、工業製品としてのフィルム式カメラの機能面においては、自動露光機構や自動焦点機構、カメラ内蔵式ストロボといった高度な自動化システムが、高級カメラよりもむしろ大衆機から率先して導入され、撮影自体の簡易化は著しく進行した。
そのようなカメラの進歩過程でもなお大衆ユーザーがしばしばつまづいたのが、フィルム装填の取り扱いであった。一般的なフィルム式カメラでは、あらかじめ購入しておいたカメラへ、別途購入したフィルムを使用者自身が装填する。フィルムのパトローネをはめ込み、フィルム両脇のパーフォレーションに送り出しギアを噛ませて巻き上げる装填作業には、逆の過程となる巻取り、取り出し共々、相応に慣れが必要である。
撮影後に現像やプリントを写真店などに依頼するには、使用者自身がフィルムを巻き戻して取り出さなくてはならないが、機械の苦手なユーザーの場合、装填ミスや、撮影済みフィルムの取り出し・巻取りミスによる曝露といったミスが起こりうる。このためカメラの取り扱いに自信のない大衆ユーザーには、行き付けの写真店でフィルム装填・取り出しを委ねたり、旅先の写真店に飛び込んでフィルムを買い、店員に撮影済みフィルムと詰替えてもらうような事例が少なからず見られた。
また時代と共に大衆向けカメラは低廉化が進んだが、ほぼ全てのカメラは、たとえ大衆機であっても精密加工技術を伴って生産される耐久消費財として、それに見合った価格水準で生産・販売されてきた。その多くが、1930年代に誕生した後、ライカが採用したことで広まり、後にはデファクトスタンダードとなった135フィルムを用いていた。何度も新たなパッケージングやフォーマットの提案はあったものの、ニッチなセクタを確保した110フィルム以外はいずれも短期に消えていった。

### レンズ付きフィルムの出現
上記のような「カメラとフィルムは分離した製品であり、別個の部品である」という既成概念を破り、最初からカメラにフィルムを内蔵、取り出しは筐体の解体を前提としたのが「レンズ付きフィルム」である。使用者がフィルム装填・取り出しを行う必要はなく、撮影終了後はカメラごと現像・プリントの依頼先に引き渡し、通常のフィルムと同様、現像されたフィルムが返却されると同時にプリントされた写真が渡される（カメラ本体はメーカー側に回収される）。
外部のカメラ機能部分は現像後も返却されず、フィルムを使い切った時点でカメラとしての機能を果たさなくなることから「使い捨てカメラ」と一般からは呼ばれもしたが、フジの「写ルンです」は品名を「レンズ付フィルム」とし、他メーカーも「使い切りカメラ」などと称した（流通面において、カメラの一種ではなくフィルムの一種として扱う必要があるためもある）。写真業界では、1991年に「レンズ付フィルム」を統一呼称とした。資源浪費イメージの忌避や、実際にメーカーでは回収した機能部分を点検して再利用していることなどを示し「使い捨て」ではない点がアピールされている。
比較的廉価であるが、大衆ユーザーのスナップ写真レベルの撮影には支障ないだけの撮影能力を備えていたこと、そして写真店のみならずフィルムを販売する多様な流通網（観光地の土産物店やスーパーマーケット等）経由で購入でき、「買ってすぐに使用でき、満足できる水準の写真を撮影できる」低廉な簡易カメラとしての特性が、消費者のニーズを開拓したといえる。
当初は、構造を簡易化できる「110フィルム仕様」の製品からスタートしたが、すぐに135フィルム仕様の製品が展開され、市場の主流となった。なお1995年からは、新規格フィルムのAPSフィルムを用いた製品が出現したが、APS規格自体がコンパクトデジタルカメラの勃興で、カメラ市場で失敗したことから市場から無くなり、135フィルム仕様の製品のみが2013年時点でも存続している。
当初は通常のカメラの代用品といった位置付けであったが、ストロボ機能をはじめ、パノラマ、簡易な望遠、水中写真など、当時の普及品コンパクトカメラでは撮れない写真が撮れる、といったコンセプトの商品が現れるなど、デジタルカメラの普及以前には、多様なラインナップのある商品ジャンルに成長した。

### インスタントカメラとの相違
レンズ付きフィルムは、インスタントカメラと誤って呼ばれることもあるが、インスタントカメラとはポラロイドカメラや富士フイルムの「フォトラマ」「チェキ」といったその場でプリントが得られる方式のカメラを指す。そうした本来のインスタントカメラの存在を知らず、かつ「インスタント」の意味を「即座に、その場で」ではなく「簡易」と誤解している層にまでカメラ付きフィルムが普及したため、誤って呼ばれたものである。

## 歴史
コンセプトとしては、19世紀末のコダックの有名なキャッチ「You Press the Button, We Do the Rest」（あなたはボタンを押してください、我々が残りをやります）を、20世紀末の大量生産文化とDPEサービスの普及を背景に究極まで推し進めた商品と言えよう。
ジョージ・イーストマンが1888年に開発して商業的に大成功したオリジナル・コダックのシステムは、メーカーで100枚撮りロールフィルムを簡易なカメラに装填、ユーザーは撮影を終えるとメーカーにカメラを送り、メーカーは写真を現像して新フィルム装填済みのカメラと共にユーザーに送り返すというものであり、後年のレンズ付きフィルムに酷似した着想であった。やがてコダックのカメラシステムが世代交代してフィルムはユーザー自身が交換するものとなり、オリジナル・コダックの着想は過去のものとなった。
その後の写真史において、同じ趣旨の製品は数種類登場したが、現像の取り扱いの問題もあって普及しなかった。
例えば、1949年にPhoto-Pacという会社はH. M. Stilesが発明した$1.29で製造できるボール紙でできた使い捨てカメラ（8枚撮り）を販売したが、流行らなかった。
1960年代には、フランスのFEXという会社が"Photo Pack Matic"というプラスチック製の使い捨てカメラ（12枚撮り、4x4 cm）を発売した。これも一般化には至らなかった。

### 「写ルンです」の成功と急速な普及
商品として一般的な存在になったのは、1986年に富士写真フイルム（現：富士フイルムホールディングス）が「写ルンです」（うつルンです、日本国外名：QuickSnap）を発売したことによる。外出時にカメラを忘れた場合などの際、臨時で買い求めるといった用途を想定した、一種のニッチ商品であったが、観光地など出先で買い求めて即座に撮影できる手軽さでヒット作となり、急速に普及していった。
初期モデルは、元からカートリッジ式の110フィルムを採用しており、言葉通り「フィルムケースにレンズ（と、フィルム面までの間の暗箱）を付けたもの」であった。その後すぐ、一般的な35ミリフィルムで当時の常用としては高感度のISO400を使用したモデルが登場し、そちらが主流となった（パンフォーカスの性能を成立させるために暗いレンズを用いたことから、これを高感度のISO400フィルムで補った）。
富士フイルムの成功を追って、各フィルムメーカーや他業種からも参入があった。
- コニカ（後のコニカフォトイメージング→コニカミノルタフォトイメージング[注 3]）
  - 「よく撮れぞうくん」シリーズ
  - 「撮りっきりコニカ」シリーズ
  - 「撮りっきりmini」シリーズ（コニカミノルタ時代の商品）
- コダック
  - 「スナップキッズ」シリーズ
- アグフア
- 三菱製紙
  - 三菱カラー フィルム入りカメラ パシャリコ（フィルム以外はコニカのOEM）
- 松下電器産業（現：パナソニック）
  - 「パナ撮る」（OEM。初期はコニカ「よく撮れぞうくん」、後に富士写真フイルム「写ルンです」がベースとなった。内蔵乾電池は松下電池工業（現：パナソニック オートモーティブ&インダストリアルシステムズ社）製のナショナルウルトラアルカリ乾電池。なお、松下電器はフィルム式コンパクトカメラを発売していた時代もある。特に傘下でストロボを得意としていたウエスト電気（現：パナソニック ライティングデバイス）の技術を活かしキャパシタを2個搭載してストロボの再発光に必要な時間を短縮したコンパクトカメラ（チャンス600クォーツデートなど）を発売していた）
- ジャスコ
  - 「トップバリュ使いきりカメラ」（DNPフォトルシオ経由のOEM）
- ダイエー
  - 「セービング撮りっきりカメラ」（コニカOEM）

また、レンズ付きフィルムと同程度の機能・性能のカメラであれば従来のカメラより大幅に安価に作れる、という発想から、富士フイルムのスマートショット等、レンズ付きフィルムに類似した構造・クオリティで、ユーザーによるフィルム詰め替えが可能な「使い捨てないカメラ」とでも言うべき製品も現れたが、そちらは品質面からも商品のセクタ・レンジ的に近いトイカメラに吸収されるような形となった。

### 市場への展開
そのヒットに伴い、望遠・広角、ストロボ付き、流行となった「パノラマ」（擬似）、セピア調（単体でも市販されている特殊フィルムを使ったもの）、キャラクターもの、防水タイプなど、さまざまな付加機能やバリエーションを伴った製品が続々と発売された。
特にフラッシュは、固定焦点カメラが不得意な光量不足の状況において、撮影能力を補う面で非常に有効な対策となったことから、レンズ付きフィルムにおける標準的な装備品となった。
近年では、より高感度（ISO800 - 1600）なフィルムを使用して夜景を綺麗に写せるもの、光センサーを搭載して自動で絞りを調節するものなど、高性能な機種も登場している。これらの高機能化は後述するように、現在においてもレンズ付きフィルムに対する一定の需要を下支えする要素となっている。

### サードパーティによる詰め替え製品
1990年代初めから中頃にかけて、製造元メーカー以外のサードパーティがレンズ付きフィルムの撮影済み筐体を回収、フィルムを詰め替えて廉価に販売することが一時期行われた。メーカー側で再利用が難しい構造に変更されたり、特許となっている構造について、実施権を持たない者による特許の実施であるとして係争になったこともある（いわゆる「消尽理論」が争点となった）。オリジナルメーカーとサードパーティとの係争が続く間に、デジタルカメラが新たに普及して銀塩フィルム式カメラの市場自体が縮小、販売のうまみが乏しくなったこともありほぼ消滅している。

### デジタルカメラ普及に伴う市場縮小、そして再評価
2000年代始めからは、デジタルカメラの実用化とデジタルカメラに必須となるデータメディアの低価格化・高性能化による急速な普及、携帯電話に搭載されるカメラ撮影機能の高性能化により、市場需要は減少に転じた。これにより、多くのメーカーがレンズ付きフィルムの生産販売から撤退し、継続展開している富士フイルムも製品の値上げやラインアップの縮小（2020年以降は1タイプのみ生産中）を実施している。
しかし、デジタルカメラと違い、撮影した画像の修正が非常に困難なこと、安価で入手しやすく扱いやすいこと、シンプルかつ堅牢な構造であることから、証拠写真としての利用や、デジタルカメラに適さない環境（例えば海岸・水中・砂漠・寒冷地・電子機器の利用が禁止されている環境など）での撮影には根強い需要がある。また海外旅行での撮影の場合、高価なデジタルカメラは盗難や紛失の危険があること、故障しても現地での修理が困難、電源方式の違いにより充電できない場合がある、といった事情から、盗まれても最小限の被害で済み、故障の少ないレンズ付きフィルムを使用する、もしくは予備として持ち歩く事例もある。石川直樹など、プロ写真家にも過酷な撮影地に強いレンズ付きフィルムを愛用する者がいる。石川によれば、気温がマイナス30度から40度に達する極地ではカメラの故障や電池切れに見舞われることは少なくなく、過酷な環境でも問題なく使用できるレンズ付きフィルムは重宝しているという。実際に南極では持参した3台の一眼レフカメラがいずれも故障してしまい、南極点に到達した際の写真はレンズ付きフィルムで撮影したものだった。エベレスト登頂や小笠原諸島での海中撮影の際にも防水タイプのレンズ付きフィルムが役立ったという。写真店の店主によると、デジタル世代に若者には「フィルムカメラは斬新」であり、現像の手間を楽しむ若者が多く購入しているという。
また、（当初のコンセプトである）カメラを忘れた場合に加え、カメラを紛失した、バッテリーが切れた等の際にも需要がある。東日本大震災でも、津波でカメラを失ったユーザーが罹災証明を取得するために必要な写真をレンズ付きフィルムで撮影した例が多数あるとされる。これは充電が不要という利点があり、ほかに内陸部でも地震でパソコンが故障し保存していた画像データが取り出し不能になったため代替利用された例もある。2025年8月現在、市場を占めている商品は以下の通り。
- 富士フイルム「写ルンです」
- コダック「ファンセーバー」「SUCデイライト」
- イルフォード[12]「イルフォカラー ラピッド」

## 文化
レンズ付きフィルムが登場するまで、カメラは低価格化・操作の容易さが進んでいたとはいえ、基本的には高価な商品であるため、紛失・盗難による事故や事件を防ぐ目的から、一部の学校では修学旅行など学校行事への個人所有カメラの持参を、制限もしくは禁止していた所が多かった。また、教育上の視点から携帯電話の持参を禁止したり、それほど安くは無い商品であるデジタルカメラに関しても旅先での紛失や盗難に遭う事を考慮して、生徒の持参を禁止する考えを貫く学校もある。しかし、安価で生徒にも買える存在であるレンズ付きフィルムであれば、学校としても旅行への持参を許可する、あるいは旅行期間内の撮影用として、学校側から生徒へ配布するという傾向はある。
1990年代、高校生を中心として、レンズ付きフィルムを使っての自分撮り（自撮り）が流行り、超広角レンズと前面にミラーを配置して自分撮りがしやすい機種や、あるいはフィルムメーカー純正のセルフタイマー付き三脚などが登場した。しかしこちらは、プリクラの普及・自撮りを意識したカメラ機能付携帯電話の登場・さらには、デジタル化され取り直しや簡単な加工も可能になった自動証明写真撮影機などにその役割を取って代わられている。

## 使用時の注意点
レンズ付きフィルムは、特別に写真についての知識のないユーザーでも気軽に使えるように設計されているが、操作の簡略化を実現するためにカメラの性能はあくまで限定的なものとなっており、撮影時に以下のような制約がある。これらはいずれも、パッケージに注意事項として記載されている。
レンズ付きフィルムの大部分は、日中の屋外での一般的な被写体を撮影することを想定しており、内蔵のストロボは、日陰や逆光時の補助光源としての、ごく低出力のものである。また、ネガフィルムは露光過剰には強いが、露光不足には弱い。このため、フラッシュ使用時に、離れた被写体へ光が届きにくい。また、本格的な夜景を撮影することは難しく、屋内での撮影も露光不足を起こしやすい。
ほとんどのレンズ付きフィルムのピントが合う撮影距離は1m以上となっており、被写体に近づきすぎるとピンぼけになる。また、レンズがボディに埋没した形状のため、撮影時に指の位置に気をつけないと、撮影者の握り込んだ指がレンズに写り込んでしまう。
一般的なレンズ付きフィルムでは、巻き取り機構の簡素化と撮影済み画像の保護の目的から、フィルムはパトローネから引き出された状態で装填され、1枚撮影するごとに1コマずつパトローネに巻き込まれる（プレワインド方式の電動コンパクトカメラと同様）。従ってネガ上のナンバーと画像の撮影順が逆になり、小さいナンバーの画像ほど新しい画像になる。このため焼き増しなどの際にはネガフィルムの確認に注意を要するほか、CD書き込みサービスを利用する場合、CDへの書き込み順が撮影順と逆になることがある。

## リサイクル
俗称「使い捨てカメラ」などもあり、大量消費社会の象徴として槍玉に挙げられることもあった。そういった事情から、回収し再利用していることがアピールされるようになった。現在は、各メーカー、ほとんどの商品がリサイクルされている。大半の部品は分解のうえ、点検して再利用、破砕して原料として用いるなどの手法でリサイクルされる。
特にストロボの電源の電池にはアルカリ乾電池（なお、海外製品の一部にはマンガン乾電池や、積層電池のものもある）が使われており、容量に余裕がある（最大枚数の39枚に全てをストロボ撮影したとしても、残容量がある）ことから、再利用の筆頭となっている。現像店舗によっては、電池をもらうことができるほか、障害者支援の一環として、電圧測定・梱包を委託した上、リサイクル乾電池として販売しているケースもある。
なお、富士フイルムではパナソニック製アルカリ単4電池（LR03（G）相当）若しくは単3電池（LR6（GW）、ウルトラアルカリAM3）が、使用され、コニカは三洋電機製アルカリ単3電池（LR6（A））、コダックはコダック製アルカリ単3（LR6（K））が使用されていた。パナソニック製の単4電池は、2013年現在一般に販売されているLR03（XJ）よりも若干容量の少ない業務用・機器組み込み用となっている。そういた電池はほとんどが、市販の電池のように使用推奨期限等の記載が無く、使用に関しては乾電池チェッカー等でチェックしてから利用するほうがよい。また当然ながら、メーカーでは流用について一切の保証をしていないので、自己責任で利用する必要がある。実際に利用してみても市販されているアルカリ乾電池と比すると明らかに電池寿命は短く懐中電灯、掛け時計、ラジオ、コンパクトカセットを再生できるヘッドホンステレオなど省電力機器に向いている。
一方で、メーカーの意図しないリサイクルがなされていた事例もある（前述のサードパーティによる詰め替え製品の節も参照）。1990年代前半頃から、メーカーとは無関係の企業によって、使用後の製品にフィルムを再装填した商品がディスカウント店などで市販されていた。見た目にはパッケージはほぼ透明のビニール袋に包まれ本体そのものに巻かれた紙パッケージには注意書きすら書かれていない、通常のサイズのパトローネが使え最初の巻き取りが容易な構造である初期型のフジカラーブランドのストロボ仕様のレンズ付きフィルムが圧倒的に多かった。実売価格は概ね500円程度とメーカー品よりも当然安かった。現在は、メーカー側が構造部品に再装填を防止する対策を施したため、近年ではこのような製品はほとんど見られなくなった。
フラッシュ内蔵の商品には、電池の電圧（1.5V）をフラッシュが点灯できる高電圧（数百V）まで昇圧させる回路が内蔵されている。チャージされた状態のコンデンサに触れると高電圧に感電するので、大変危険である。

## 工作への応用
メーカーの保証外となるものの、電子工作マニアなどはフラッシュ内蔵商品の昇圧回路（1.5Vを約420Vに昇圧）を利用してストロボスコープや高電圧発生器を製作したり、基板上の変圧器（トランス）や高耐圧コンデンサ、トランジスタやキセノン放電管を部品取りし、利用する例がある。ただし前述の電池容量（寿命）と同様、それらの部品も「ロールフィルム1本分+α」程度の耐久性をもって必要十分であるとして選択や設計がされているものもあり、実験的な使用を越える用途では注意が必要である。
上述のように、分解の際にコンデンサにチャージがあると電池を外しても感電するので、コンデンサの端子をショートし、放電させる必要がある。作業にあたっては必ず手を電気的に絶縁し、アークにより破損しても問題ない導線の切れ端等を使う等、感電防止及び部品の破損防止対策をする必要がある。できれば適切な電力定格と抵抗値の抵抗器を使うと火花や破裂音なく放電されるので良い。
また、紙製の外装を剥がすとフィルムと乾電池の取り出し用の蓋があり、蓋をマイナスドライバなどで起こして折り取ることにより、完全に分解しなくてもフィルムと電池は取り出しが可能である。『写ルンです』で当時単体販売されていないフィルムが使用されていた1990年代には、未使用のフィルムを取り出して一眼レフカメラに装填し、報道写真等に用いるプロカメラマンも多く見られた。ただし、パトローネ（マガジン）表面の印刷などは単体商品のものと異なるため、DPE店によっては稀に拒否されることもありうる。
一部の電子部品販売店やカメラ店では、内蔵の基板を200円程度で販売している所や使用済みカメラそのものが無料で幾つも貰える所が存在する。

## 流通チャネル
現在もなお、様々な流通チャネルで販売されていることも、一定の需要がある理由の1つといえる。カメラ店はもちろん、コンビニエンスストア、スーパーマーケット、ホームセンター、ディスカウントストア、観光地の土産物売り場などで販売されている。有名観光地にはレンズ付きフィルムの自動販売機が設置されている事があるが、近年は減少傾向にある。

## インスタントカメラへの間接的影響
ポラロイドに代表されるインスタントカメラは、感材の価格が高価で、プリントを即必要とする特殊用途での需要にとどまっていたが、レンズ付フィルムで流行した「自撮り」需要などのマーケット分析がなされた結果、フィルムサイズを小さくし、カメラも構造をシンプルにして、本体・感材価格を大幅に値下げしたインスタントカメラ・チェキなどは、自分撮りのメインユーザーであった若い女性、とりわけ女子高生のニーズを捉え、ヒット商品となった。しかし、カメラ機能付携帯電話には自分撮りが簡単に出来る機能が盛り込まれているため、レンズ付フィルムとは異なり、小型インスタントカメラのヒットは収束している（が、こちらもアイドルの地方巡業でのツーショットや、ストリップ劇場での撮影サービスなどで根強い需要がある。写ルンですとチェキは、富士フイルムが写真文化を残すために、意地で続けてきた側面もあるという）。ポラロイド社の倒産は、それを如実に物語る一つの事例である。

## デジタル版
デジタルカメラを使い切りとする構想も存在し、いくつか製品化もなされているが、デジタルカメラの普及・低廉化により、大きな市場を形成するまでには至っていない。
2001年に旭光学工業、三洋電機、アルテックが共同で「撮ってもEG」を発表。当初2000台が用意され、デイリーヤマザキと三省堂書店の計8店舗で、同年10月から2002年2月末までの5か月弱試験販売された。2002年4月から本格販売を計画していたが、続報はなく立ち消えとなっている。
2003年にアメリカのPure Digital Technologiesが使い捨てデジタルカメラを開発。ウォルグリーンへ「Studio 35 Digital」として、カメラチェーン店のリッツカメラセンターへ「リッツ・ダコタデジタル」としてそれぞれ数十店舗でテスト販売された後、CVSやライトエイドといった他チェーン店向けにも出荷し、全国展開された。世界で初めて本格展開された使い切りデジカメとされる。ちなみに、Pure Digitalは2005年に使い切りカムコーダも開発している。
2008年にプラザクリエイトが防水使い切りデジカメ「ECO digi MODE」を発表。55ステーションおよびパレットプラザの50店舗で先行発売し、3000台が初日にほとんど完売したと報じられたが、その後本格展開はなされていない。
2012年ごろには、トイデジカメで知られるアメリカのVistaQuestが「VQ10」を発売していた。撮影後の本体を店舗に持ち込んで写真やデータを受け取る必要はなく、本体にUSBプラグを備え、直接PCへデータを取り込めるようになっている。ただし、取り込みを1度しか行えないようにすることで使い切りとしている。